# Bruno Peres
Bruno da Silva Peres (São Paulo, 1 maart 1990) is een Braziliaans voetballer die doorgaans als rechtsback speelt. Hij verruilde Torino in juli 2017 voor AS Roma, dat hem in het voorgaande seizoen al huurde.

## Clubcarrière
Peres begon met voetballen bij Audax São Paulo. Die club leende hem uit aan CA Bragantino en Guarani FC. In juli 2013 werd de rechtsachter voor anderhalf jaar uitgeleend aan Santos. In januari 2013 werd bekend dat hij voor SC Internacional zou gaan tekenen. Echter zou in dit geval Internacional een financiële compensatie moeten betalen aan Santos, waardoor de transfer uiteindelijk niet doorging. Uiteindelijk nam Santos de speler definitief over van Audax. In juni 2014 tekende Bruno Peres een driejarig contract bij Torino, dat hem voor 2,2 miljoen euro overnam. Op 21 september 2014 debuteerde hij in de Serie A, als invaller voor Cristian Molinaro thuis tegen Hellas Verona. Op 30 november 2014 maakte hij zijn eerste doelpunt in de Serie A, tegen Juventus. Hij passeerde Marco Storari in de verste hoek nadat hij vanaf de eigen helft aan een rush was begonnen en zijn belagers op snelheid passeerde.

## Erelijst
| Recopa Sudamericana | 1x | 2012 |

3 Angeliño ·
4 Cristante ·
5 N'Dicka ·
7 Pellegrini  ·
11 Dovbyk ·
12 Abdulhamid ·
14 Sjomoerodov ·
15 Hummels ·
16 Paredes ·
17 Koné ·
18 Soulé ·
19 Çelik ·
21 Dybala ·
22 Hermoso ·
23 Mancini ·
25 Nelsson ·
26 Dahl ·
28 Le Fée ·
35 Baldanzi ·
56 Saelemaekers ·
59 Zalewski ·
61 Pisilli ·
66 Sangaré ·
89 Marin ·
92 El Shaarawy ·
98 Ryan ·
99 Svilar ·
Coach: Jurić